# Campeonato de España de Atletismo 2012
El XCII Campeonato de España de Atletismo se disputó los días 25 y 26 de agosto de 2012 en el Estadio Larrabide en Pamplona, Navarra.
Junto a este campeonato, se celebraron el XXXIX Campeonato de España de Relevos 4 × 100 y 4 × 400 por clubes y el LXXII Campeonato de España de Pruebas Combinadas.
Participaron un total de 564 atletas (305 hombres y 259 mujeres) provenientes de 102 clubes españoles.

## Marcas mínimas de participación
| Prueba       | Masculino | Femenino |
| ------------ | --------- | -------- |
| 100          | 10,70 s   | 12,15 s  |
| 200          | 21,65 s   | 24,85 s  |
| 400          | 48,15 s   | 56,50 s  |
| 800          | 1:49,20   | 2:07,00  |
| 1500         | 3:43,00   | 4:22,00  |
| 5000         | 14:00,00  | 16:30,00 |
| 110/100 v.   | 15,00 s   | 14,60 s  |
| 400 v.       | 53,60 s   | 1:02,50  |
| 3000 obs.    | 8:38,00   | 10:30,00 |
| Altura       | 2,10 m    | 1,75 m   |
| Pértiga      | 5,05 m    | 3,90 m   |
| Longitud     | 7,45 m    | 5,95 m   |
| Triple       | 15,50 m   | 12,50 m  |
| Peso         | 17,20 m   | 13,50 m  |
| Disco        | 53,30 m   | 46,00 m  |
| Jabalina     | 67,00 m   | 46,50 m  |
| Martillo     | 62,00 m   | 54,50 m  |
| 10 km marcha | 43:00,0   | 51:00,0  |
| Decatlón     | 6500 p.   | -        |
| Heptatlón    | -         | 4600 p.  |

## Horario

### Primera jornada (sábado 25 de agosto)
| Masculino | Masculino   | Hora  | Femenino | Femenino    |
| --------- | ----------- | ----- | -------- | ----------- |
| 100 m     | Decatlón    | 10:00 |          |             |
|           |             | 10:20 | 100 mv   | Heptatlón   |
| Longitud  | Decatlón    | 10:50 |          |             |
|           |             | 11:10 | Altura   | Heptatlón   |
| Jabalina  | Final       | 11:15 |          |             |
|           |             | 11:25 | 100 mv   | Semifinales |
| 400 m     | Semifinales | 11:50 |          |             |
|           |             | 12:15 | 400 m    | Semifinales |
| Peso      | Decatlón    | 12:20 |          |             |

### Segunda jornada (sábado 25 de agosto)
| Masculino | Masculino   | Hora  | Femenino       | Femenino    |
| --------- | ----------- | ----- | -------------- | ----------- |
|           |             | 16:45 | Martillo       | Final       |
| Altura    | Decatlón    | 17:00 |                |             |
|           |             | 17:35 | Peso           | Heptatlón   |
| 400 mv    | Semifinales | 17:40 |                |             |
|           |             | 18:00 | 400 mv         | Semifinales |
|           |             | 18:15 | Triple         | Final       |
| 100 m     | Semifinales | 18:25 |                |             |
|           |             | 18:40 | Disco          | Final       |
|           |             | 18:45 | 100 m          | Semifinales |
|           |             | 18:50 | Pértiga        | Final       |
|           |             | 19:05 | 200 m          | Heptatlón   |
| Peso      | Final       | 19:10 |                |             |
| 800 m     | Semifinales | 19:20 |                |             |
| Altura    | Final       | 19:35 | 1500 m         | Semifinales |
|           |             | 19:40 | 800 m          | Semifinales |
| 1500 m    | Semifinales | 19:55 |                |             |
| Longitud  | Final       | 20:10 |                |             |
|           |             | 20:15 | 3000 m obs.    | Final       |
| 100 m     | Final       | 20:35 |                |             |
|           |             | 20:40 | Jabalina       | Final       |
|           |             | 20:45 | 100 m          | Final       |
|           |             | 20:50 | 100 mv         | Final       |
|           |             | 21:00 | 1500 m         | Final       |
| 400 m     | Decatlón    | 21:10 |                |             |
| 5000 m    | Final       | 21:25 |                |             |
|           |             | 21:45 | 10000 m marcha | Final       |

### Tercera jornada (domingo 26 de agosto)
| Masculino | Masculino   | Hora  | Femenino | Femenino    |
| --------- | ----------- | ----- | -------- | ----------- |
| 110 mv    | Decatlón    | 10:00 |          |             |
|           |             | 11:00 | Longitud | Heptatlón   |
| Disco     | Decatlón    | 11:05 |          |             |
| 110 mv    | Semifinales | 11:10 |          |             |
| 200 m     | Semifinales | 11:40 |          |             |
|           |             | 12:00 | 200 m    | Semifinales |
|           |             | 12:15 | Jabalina | Heptatlón   |
| Pértiga   | Decatlón    | 12:35 |          |             |

### Cuarta jornada (domingo 26 de agosto)
| Masculino      | Masculino | Hora  | Femenino  | Femenino  |
| -------------- | --------- | ----- | --------- | --------- |
| Martillo       | Final     | 16:15 |           |           |
| Jabalina       | Decatlón  | 18:00 |           |           |
| 10000 m marcha | Final     | 18:00 |           |           |
| Triple         | Final     | 18:15 |           |           |
| 400 mv         | Final     | 19:00 |           |           |
| Pértiga        | Final     | 19:05 |           |           |
|                |           | 19:10 | 400 mv    | Final     |
|                |           | 19:10 | Altura    | Final     |
| 200 m          | Final     | 19:20 |           |           |
|                |           | 19:30 | 200 m     | Final     |
|                |           | 19:40 | 800 m     | Heptatlón |
| 400 m          | Final     | 19:50 |           |           |
|                |           | 19:55 | Peso      | Final     |
|                |           | 20:00 | 400 m     | Final     |
| Disco          | Final     | 20:05 |           |           |
| 800 m          | Final     | 20:10 |           |           |
|                |           | 20:15 | Longitud  | Final     |
|                |           | 20:20 | 800 m     | Final     |
| 1500 m         | Final     | 20:30 |           |           |
| 1500 m         | Decatlón  | 20:40 |           |           |
|                |           | 20:50 | 5000 m    | Final     |
| 110 mv         | Final     | 21:15 |           |           |
| 3000 m obs.    | Final     | 21:25 |           |           |
| 4 × 100 m      | Clubes    | 21:40 |           |           |
|                |           | 21:50 | 4 × 100 m | Clubes    |
| 4 × 400 m      | Clubes    | 22:00 |           |           |
|                |           | 22:10 | 4 × 400 m | Clubes    |

## Resultados

### Masculino
| Evento                  | Oro                                               | Plata                                                    | Bronce                                            |
| ----------------------- | ------------------------------------------------- | -------------------------------------------------------- | ------------------------------------------------- |
| 100 metros lisos        | Ángel David Rodríguez FC Barcelona 10,35          | Alberto Gavalda Playas de Castellón 10,64                | Josué Mena Cueva de Nerja-UMA 10,77               |
| 200 metros lisos        | Ángel David Rodríguez FC Barcelona 20,98          | Iván Jesús Ramos CAP Alcobendas 21,12                    | Sergio Ruiz JA Sabadell 21,60                     |
| 400 metros lisos        | Samuel García Cabrera Tenerife CajaCanarias 46,77 | Roberto Briones La Rioja Atletismo 47,44                 | Kevin López CD Nike Running 47,52                 |
| 800 metros lisos        | Luis Alberto Marco CD Nike Running 1:47,77        | Antonio Manuel Reina CD Nike Running 1:47,84             | David Palacio FC Barcelona 1:48,49                |
| 1500 metros lisos       | David Bustos ADA Calviá 3:45,93                   | Diego Ruiz Atletismo Diego Ruiz 3:46,06                  | Álvaro Rodríguez CD Nike Running 3:46,18          |
| 5000 metros lisos       | Kidane Tadesse AD Marathon 13:50,09               | Manuel Ángel Penas Otsu - Colibrí Guadalajara 13:57,92   | Alejandro Fernández Ourense - Ac. Postal 14:03,92 |
| 110 metros vallas       | Jackson Amadeo Quiñónez FC Barcelona 13,72        | Francisco Javier López Playas de Castellón 14,16         | Juan Ramón Barragán Unicaja Atletismo 14,19       |
| 400 metros vallas       | Diego Cabello Playas de Castellón 50,61           | Ignacio Sarmiento Ourense - Ac. Postal 51,27             | Xavier Carrión JA Sabadell 51,49                  |
| 3000 metros obstáculos  | Ángel Mullera CA Lloret - La Selva 8:31,28        | Antonio David Jiménez Otsu - Colibrí Guadalajara 8:34,39 | Eliseo Martín Hinaco Monzón 8:38,58               |
| 10000 metros marcha     | Miguel Ángel López UCAM - Athleo Cieza 40:25,31   | Benjamín Sánchez UCAM - Athleo Cieza 41:45,67            | Luis Alberto Amezcua Juventud Guadix 41:52,57     |
| Relevos 4 × 100 metros  | Playas de Castellón 40,31                         | FC Barcelona 40,34                                       | Cueva de Nerja-UMA 41,75                          |
| Relevos 4 × 400 metros  | Playas de Castellón 3:10,44                       | AD Marathon 3:12,39                                      | CAB Pto. Alicante 3:13,90                         |
| Salto de longitud       | Eusebio Cáceres Centre Esp. Colivenc 7,75         | Jean Marie Okutu SG Pontevedra 7,64                      | Sergio Solanas AD Marathon 7,64                   |
| Triple salto            | Vicente Docavo Playas de Castellón 16,62          | Jorge Gimeno Playas de Castellón 16,09                   | José Emilio Bellido Playas de Castellón 16,03     |
| Salto de altura         | Javier Bermejo FC Barcelona 2,18                  | Miguel Ángel Sancho Playas de Castellón 2,15             | Simón Siverio Tenerife CajaCanarias 2,11          |
| Salto con pértiga       | Igor Bychkov Playas de Castellón 5,46             | Albert Vélez FC Barcelona 5,36                           | David Moya AA Catalunya 5,16                      |
| Lanzamiento de peso     | Borja Vivas At. Málaga 19,44                      | Carlos Tobalina Grupo ISN Navara At 18,74                | Germán Millán Tenerife CajaCanarias 18,71         |
| Lanzamiento de disco    | Mario Pestano Tenerife CajaCanarias 63,28         | Frank Yennifer Casañas Playas de Castellón 63,27         | Pedro José Cuesta FC Barcelona 59,87              |
| Lanzamiento de martillo | Javier Cienfuegos Playas de Castellón 74,44 (RC)  | Isaac Vicente AD Marathon 68,79                          | Juan Vicente Playas de Castellón 66,48            |
| Lanzamiento de jabalina | Jordi Sánchez FC Barcelona 68,67                  | José Manuel Vila Playas de Castellón 68,47               | Rafael Baraza CAB Pto. Alicante 65,91             |
| Decatlón                | David Gómez RC Celta 7.580 ptos.                  | José María Peña Unicaja Atletismo 6.950 ptos.            | Javier Pérez CAI GC CajaCanarias 6.753 ptos.      |

- RC = Récord del Campeonato

### Femenino
| Evento                  | Oro                                            | Plata                                         | Bronce                                             |
| ----------------------- | ---------------------------------------------- | --------------------------------------------- | -------------------------------------------------- |
| 100 metros lisos        | Concepción Montaner CA L'Eliana 11,99          | Juliet Itoya AD Marathon 12,08                | Sara María Santiago CAI GC CajaCanarias 12,08      |
| 200 metros lisos        | Sara María Santiago CAI GC CajaCanarias 24,16  | Plácida Azahara Martínez FC Barcelona 25,00   | María del Pilar Cortacero Cueva de Nerja-UMA 25,01 |
| 400 metros lisos        | Aauri Bokesa Valencia Terra i Mar 53,94        | Oyidiya Oji ISS - L'Hospitalet 55,79          | Natalia Romero Unicaja Atletismo 55,81             |
| 800 metros lisos        | Khadija Rahmouni AD Marathon 2:06,77           | Isabel Macías Valencia Terra i Mar 2:06,82    | Belit Solar Bidezábal Atletismo 2:08,35            |
| 1500 metros lisos       | Natalia Rodríguez CD Nike Running 4:24,95      | Isabel Macías Valencia Terra i Mar 4:25,84    | Solange Andreia Pereira Atletismo Bikila 4:26,00   |
| 5000 metros lisos       | Nuria Fernández CD Nike Running 17:02,78       | Paula González Piélagos Inelecma 17:07,63     | Cristina Jordán C Dental Seoane Pampín 17:08,70    |
| 100 metros vallas       | Desirée Valderrama Cueva de Nerja-UMA 14,27    | Irene Almarcha Playas de Castellón 14,45      | María Ángeles Fuentes AA Catalunya 14,48           |
| 400 metros vallas       | Laura Natalí Sotomayor CAB Pto. Alicante 58,15 | Olga Ortega Valencia Terra i Mar 58,59        | Elia Vallés AA Palamós 1:00,55                     |
| 3000 metros obstáculos  | Zulema Fuentes-Pila Piélagos Inelecma 10:09,40 | Eva Arias Valencia Terra i Mar 10:10,81       | María Teresa Urbina FC Barcelona 10:18,16          |
| 10000 metros marcha     | Beatriz Pascual Valencia Terra i Mar 43:18,97  | María José Poves Simply - Scorpio 71 44:22,59 | Julia Takacs CAB Pto. Alicante 46:00,46            |
| Relevos 4 × 100 metros  | Cueva de Nerja-UMA 47,38                       | AD Marathon 47,74                             | At. San Sebastián 47,81                            |
| Relevos 4 × 400 metros  | Valencia Terra i Mar 3:42,01                   | Unicaja Atletismo 3:47,81                     | AD Marathon 3:48,61                                |
| Salto de longitud       | María del Mar Jover Valencia Terra i Mar 6,47  | Concepción Montaner CA L'Eliana 6,43          | Juliet Itoya AD Marathon 6,05                      |
| Triple salto            | Patricia Sarrapio Valencia Terra i Mar 13,74   | Débora Calveras FC Barcelona 12,98            | Rebeca Azcona Grupo ISN Navarra At 12,79           |
| Salto de altura         | Ruth Beitia Piélagos Inelecma 1,96             | Gema Martín Valencia Terra i Mar 1,86         | Claudia García FC Barcelona 1,83                   |
| Salto con pértiga       | Anna María Pinero Valencia Terra i Mar 4,11    | Naroa Agirre At. San Sebastián 4,11           | Carla Franch Playas de Castellón 3,91              |
| Lanzamiento de peso     | Úrsula Ruiz Valencia Terra i Mar 16,95         | Nazaret Viesca Grupo ISN Navarra At 14,98     | María Belén Toimil Playas de Castellón 14,91       |
| Lanzamiento de disco    | Sabina Asenjo FC Barcelona 55,32               | Haja Gerewu FC Barcelona 47,91                | María Belén Toimil Playas de Castellón 46,94       |
| Lanzamiento de martillo | Berta Castells Valencia Terra i Mar 68,35      | Laura Redondo FC Barcelona 64,82              | Lidia Gómez AA Catalunya 55,00                     |
| Lanzamiento de jabalina | Nora Aida Bicet Valencia Terra i Mar 56,50     | Arantza Moreno Bidezábal Atletismo 49,90      | Elia Pascual CA Igualada 49,79                     |
| Heptatlón               | Laura Ginés Simply - Scorpio 71 5.501 ptos.    | Caridad Jerez AB Pto. Alicante 5.021 ptos.    | Cristina Teixeira Simply - Scorpio 71 4.942 ptos.  |

## Medallero
| #  | Club                       | Oro | Plata | Bronce | Total |
| -- | -------------------------- | --- | ----- | ------ | ----- |
| 1  | Valencia Terra i Mar       | 9   | 5     | 0      | 14    |
| 2  | Playas de Castellón        | 6   | 7     | 5      | 18    |
| 3  | FC Barcelona               | 6   | 6     | 4      | 16    |
| 4  | CD Nike Running            | 3   | 1     | 2      | 6     |
| 5  | Piélagos Inelecma          | 2   | 1     | 0      | 3     |
| 6  | Cueva de Nerja-UMA         | 2   | 0     | 3      | 5     |
| 7  | Tenerife CajaCanarias      | 2   | 0     | 2      | 4     |
| 8  | AD Marathon                | 1   | 4     | 3      | 8     |
| 9  | CAB Pto. Alicante          | 1   | 1     | 3      | 5     |
| 10 | Simply - Scorpio 71        | 1   | 1     | 1      | 3     |
| 11 | UCAM - Athleo Cieza        | 1   | 1     | 0      | 2     |
| 11 | Otsu - Colibrí Guadalajara | 1   | 1     | 0      | 2     |
| 11 | CA L'Eliana                | 1   | 1     | 0      | 2     |
| 14 | CAI GC CajaCanarias        | 1   | 0     | 2      | 3     |
| 15 | At. Málaga                 | 1   | 0     | 1      | 2     |
| 16 | ADA Calviá                 | 1   | 0     | 0      | 1     |
| 16 | Centre Esp. Colivenc       | 1   | 0     | 0      | 1     |
| 16 | CA Llorte - La Selva       | 1   | 0     | 0      | 1     |
| 16 | RC Celta                   | 1   | 0     | 0      | 1     |
| 20 | Unicaja Atletismo          | 0   | 2     | 2      | 4     |
| 21 | Grupo ISN Navarra At       | 0   | 2     | 1      | 3     |
| 22 | Ourense - Ac. Postal       | 0   | 2     | 0      | 2     |
| 23 | At. San Sebastián          | 0   | 1     | 1      | 2     |
| 23 | Bidezábal Atletismo        | 0   | 1     | 1      | 2     |
| 25 | Atletismo Diego Ruiz       | 0   | 1     | 0      | 1     |
| 25 | ISS - L'Hospitalet         | 0   | 1     | 0      | 1     |
| 25 | CAP Alcobendas             | 0   | 1     | 0      | 1     |
| 25 | La Rioja Atletismo         | 0   | 1     | 0      | 1     |
| 25 | SG Pontevedra              | 0   | 1     | 0      | 1     |
| 30 | AA Catalunya               | 0   | 0     | 3      | 3     |
| 31 | JA Sabadell                | 0   | 0     | 2      | 2     |
| 32 | AA Palamós                 | 0   | 0     | 1      | 1     |
| 32 | Atletismo Bikila           | 0   | 0     | 1      | 1     |
| 32 | CA Igualada                | 0   | 0     | 1      | 1     |
| 32 | Juventud Guadix            | 0   | 0     | 1      | 1     |
| 32 | Hinaco Monzón              | 0   | 0     | 1      | 1     |
| 32 | C Dental Seoane Pampín     | 0   | 0     | 1      | 1     |
|    | TOTAL                      | 42  | 42    | 42     | 126   |